# Дрезден
Дрезден (на немски: Dresden; на горнолужишки: Drježdźany, на чешки: Drážďany, на полски: Drezno) е град в източната част на Германия, административен център на федерална провинция Саксония. Той е важен транспортен възел. В града са развити електротехническа, електронна, оптична, химическа, фармацевтична и др. промишленост. Територията, която обхваща града, е 328.31 km2. През 2010 година населението му е 523 058 жители, а гъстотата на населението – 1593 д/km2.

## География
Градът е разположен по брега на река Елба, на 113 метра надморска височина. Намира се на 184 km в южно от столицата Берлин, на 108 km от град Лайпциг, и на 150 km от чешката столица Прага.

## История
В периода 968 – 1144 година Дрезден е включен в германското маркграфство Майсен. От 1485 е резиденция на саксонските херцози. От 1806 до 1918 година е столица на Кралство Саксония.
Дрезден е разрушен през Втората световна война. Градът е подложен на тежки нощни бомбардировки от съюзнически самолети, при което загиват между 25 000 и 40 000 цивилни и са разрушени много културни ценности. По това време Дрезден е бил цивилен град, в който не е имало каквито и да било военни съоръжения. Мотивът на американци и англичани за масивните бомбардировки е да наложат психически натиск на немския народ и правителство. След края на войната Дрезден е почти напълно възстановен и реконструиран в стария си център по времето, когато е част от ГДР.
През 2002 г. градът преживява катастрофално наводнение.

## Култура и забележителности
Дрезден е град, който изключително богат на изкуство и култура, натрупвана през вековете. В него се намират над 50 музея, над 35 театрални и други сцени и известни сгради от различни епохи и в различен стил.

### Музеи и галерии
Голяма част от художествените богатства събрани в Дрезден са събрани в Държавни художествени колекции Дрезден. Те са обединени в различни колекции и се намират в различни сгради, които сами по себе си са също произведения на изкуството.
- бароков дворец Цвингер от 18 век: В него се намира основно Галерията на старите майстори;
- Албертинум и Галерия на новите майстори;
- църквата „Хофкирхе“ също от 18 в.;
- Католическата църква – катедралата „Фрауенкирхе“;
- Дрезденски замък-резиденция и намиращите се него колекция Грюнес Гевьолбе, нумизматичен кабинет, гравюрен кабинет и оръжейна палата
- Дрезденска оръжейна палата – намира се в Дрезденския замък-резиденция;
- Опера Земпер;
- Тераса на Брюл;
- Музей на транспорта;
- Военно-исторически музей;
- Златния конник;
- Йенидже – промишлена сграда с уникална архитектура;
- Шествие на князете (Княжеска процесия) – знаменито настенно пано от майсенски порцелан. Създаден 1904 – 1907 г. То е най-голямото порцеланово пано, съставено от 25 хиляди положени плътно плочки, като на него е изобразена тържествена конна процесия, отразяваща хилядолетната история на управляващия в Саксония княжески дом Ветини. Намира се на външната стена на галерея „Дългият ход“ (на немски: Langer Gang), съставляващ външната северна стена на конюшнята „Щалхоф“ (на немски: Stallhof) в комплекса Дрезденски замък-резиденция.

Във възстановения център на Дрезден се намират голяма част от музейните сбирки, както и най-красивите сгради на града.

## Икономика
Икономиката на Дрезден се опира на работата на пристанището и на производство на високотехнологични продукти, такива като: специализирано оптично и медицинско оборудване, търговско оборудване, компютри, музикални инструменти, машини и инструменти. В близкия град Фрайтал, в „порцелановата манифактура на Дрезден“ (на немски: Die Sächsische Porzellan-Manufaktur Dresden GmbH) от 1872 г. се произвежда знаменитият дрезденски порцелан. През 2017 г. БВП на глава от населението на Дрезден е 39 134 евро, най-високият в Саксония. По времето на Студената война градът е основен експортен център на Източна Германия.

### Промишленост
Дрезден е център на „саксонската Силициева долина“: тук са базирани големи заводи за производство на процесори на Intel, NXP Semiconductors, Infineon, Bosch и GlobalFoundries, както и завод за оборудване за производство на полупроводници на Applied Materials и център за иновации на Vodafone. В електронната промишленост на „Саксонската Силициева долина“ са заети около 2300 предприятия с над 65 хил. работни места.
В центъра на града е разположена Gläserne Manufaktur („Стъклената манифактура“), завод на Volkswagen за производство на електромобили. Всички стени на тази сграда са прозрачни – днес тя е една от многото забележителности на града.
Дрезден е дом и на няколко аерокосмически компании, включително Elbe Flugzeugwerke GmbH. В миналото заводът е бил единственият в ГДР производител на авиационна техника, в това число на Baade 152, първият реактивен пътнически самолет, проектиран в Германия. Днес компанията е съвместно предприятие с ST Engineering и концерна Airbus.

### Транспорт
Основни видове градски транспорт в Дрезден са трамвай и автобус. Трамвайната система в града е построена през 1872 г. В града са оперирали трамвайни мотриси Tatra в периода от 1968 до 1984 г.
Дрезден е основен железопътен възел. Тук се събират пет железопътни линии. Високоскоростният влак EuroCity стига до Берлин за 2 часа и 10 минути.
По Елба пътуват кораби, които осигуряват туристически връзки нагоре по Елба до Саксонска Швейцария и надолу по Елба до Майсен.

## Забележителности в околностите на Дрезден
В близост до Дрезден се намират много забележителности и населени места със свои собствени забележителности и история.*
- Майсен град в който се намира стар замък и производство на порцелан от времето на Възраждането. Там се намира и голям музей на порцелана.
- Саксонска Швейцария – Национален парк.
- Крепостта Кьонигщайн крепост от Възраждането.
- Замък Морицбург – ловния замък на Август Силния
- Фрайберг – Университетски град и старинен град със запазена средновековна архитектура.
- Радебойл – град на 2 километра от Дрезден, наричан още саксонската Ница.

## Известни личности
Родени в Дрезден
- Фолкер Браун (р. 1939), писател
- Дурс Грюнбайн (р. 1962), писател
- Матиас Замер (р. 1967), футболист
- Ерих Кестнер (1899 – 1974), писател
- Карл Микел (1935 – 2000), писател
- Пьотър Столипин (1862 – 1911), руски политик
- Йохан Центуриус фон Хофмансег (1766 – 1849), биолог
- Хайнц Чеховски (1935 – 2009), писател
- Добрин Петков (1923 – 1987), диригент и музикант

Починали в Дрезден
- Карл Гелеруп (1857 – 1919), датски писател
- Ян Дисмас Зеленка (1679 – 1745), чешки композитор
- Фридрих Паулус (1890 – 1957), офицер
- Каспар Давид Фридрих (1774 – 1840), художник
- Фридрих фон Шлегел (1772 – 1829), философ
- Хайнрих Шюц (1585 – 1672), композитор
- Янко Янев (1900 – 1945), български писател

Други
- Хюстън Стюарт Чембърлейн (1855 – 1927), английски антрополог, завършва хуманитарни науки в университета
- Венцеслав Андрейчев (1941 – 2001), български физик, завършва Техническия университет през 1966
- Херберт Бломстет (р. 1927), шведско-американски диригент, работи в града през 1975 – 1985
- Камен Веселинов (р. 1946), български учен, учи и работи в Техническия университет през 1963 – 1975
- Сергей Рахманинов (1873 – 1943), руски композитор, живее в града през 1906 – 1909
- Ервин Ромел (1891 – 1944), офицер, служи в града през 1929 – 1933
- Георги Танев (политик) (р. 1943), български политик, завършва Техническия университет през 1970
- Ернст Теодор Амадеус Хофман (1776 – 1822), писател, живее в града през 1813 – 1815

## Побратимявания
Дрезден е побратимен град със следните 13 града:
| - Бразавил, Република Конго от 1975 - Вроцлав, Полша от 1963 - Залцбург, Австрия от 1991 - Ковънтри, Великобритания от 1959 - Кълъмбъс, Охайо САЩ от 1992 - Острава, Чехия от 1971 | - Ротердам, Холандия от 1988 - Санкт Петербург, Русия от 1961 - Силистра, България - Скопие, Северна Македония от 1967 - Страсбург, Франция от 1990 - Флоренция, Италия от 1978 - Хамбург, Германия от 1987 - Ханджоу, Китай от 2009 |

## Сътрудничество
- Стара Загора, България